# Carl Olds
Carl Douglas Olds (* 11. Mai 1912 in Wanganui; † 11. November 1979 in Santa Clara, Kalifornien) war ein neuseeländisch-US-amerikanischer Mathematiker.
Olds studierte an der Stanford University, an der er 1943 bei James Victor Uspensky promoviert wurde (On the Number of Representations of the Square of an Integer as the Sum of an Odd Number of Squares). 1935 bis 1940 und im Sommer 1942 war er Instructor an der Stanford University und 1940 bis 1945 Assistant Professor an der Purdue University. Ab 1945 war er bis zu seiner Emeritierung Professor an der California State University in San José.
Er befasste sich mit Zahlentheorie und schrieb ein verbreitetes Buch über Kettenbrüche.
1973 erhielt er den Chauvenet-Preis für The simple continued fraction expansion of e.

## Schriften
- Continued Fractions, Random House 1963
- mit A. Lax, G. Davidoff Geometry of numbers, New Library Series 41, Mathematical Association of America 2000